# Upper East Side Love
Upper East Side Love (Alternativtitel: Ein Sommer in New York, Originaltitel: Suburban Girl) ist eine US-amerikanische Filmkomödie von Marc Klein aus dem Jahr 2007. Das Drehbuch schrieb Marc Klein anhand der Kurzgeschichten My Old Man und The Worst Thing a Suburban Girl Could Imagine aus dem Buch The Girls’ Guide to Hunting and Fishing von Melissa Bank. Gedreht wurde der Film in New York City. Neben Sarah Michelle Gellar spielen Altstar Alec Baldwin, Maggie Grace und Chris Carmack.

## Handlung
Brett Eisenberg entstammt einer jüdischen Familie, ist als Lektorin im Verlagsgeschäft tätig, lebt im Stadtteil Upper East Side von Manhattan und hat eine feste Beziehung. Personaländerungen im Management des Unternehmens machen ihr beruflich zu schaffen. Ihre neue Chefin bringt alles durcheinander und ist mit Bretts Arbeit wenig zufrieden. Als sie eines Abends nach Hause kommt und ihren Freund mit seiner Geliebten vorfindet, läuft das Fass über. Etwas muss sich ändern, findet Brett.
Zusammen mit ihrer Freundin Chloe besucht sie eine Party in der Bibliothek der Stadt. Dort lernt sie den Verleger-Tycoon Archie Knox kennen. Nach mehreren Treffen beginnen sich zarte Bande zwischen den beiden zu entwickeln. Als ihr Ex-Freund sie zurückwill, erklärt sie ihm, dass sie bereits jemand Neues kennengelernt hat, der offen für eine ernste Beziehung ist. Nachdem das Ganze als Affäre beginnt, ist sie schließlich längere Zeit mit „Arch“ zusammen.
Plötzlich erreicht sie die Nachricht, dass ihr Vater unheilbar erkrankt ist. Sie reist zu ihrer Familie nach Hause und erlebt die letzten Wochen ihres Vaters mit, bis dieser schließlich seiner Krankheit erliegt.
Archie schlägt sich mit vielen Affären herum und Brett sieht schließlich keinen anderen Weg mehr, als die Beziehung trotz ihrer Liebe zu Archie zu beenden. Der Film endet mit den Worten The End., wobei Brett dann End durchstreicht und darunter als Notiz Beginning setzt.

## Kritiken
Andrew O’Hehir schrieb auf www.salon.com, der Film sei „ungleichmäßig“, aber „angenehm scharf“ („pleasantly acrid“).

## Hintergrund
Der Film wurde in New York City und in Toronto gedreht. Er hatte seine Weltpremiere am 27. April 2007 auf dem Tribeca Film Festival.